# 亨普斯特德 (纽约州)
亨普斯特德（Hempstead）是美国纽约州拿骚县的三个城镇之一，占据了县西南部的长岛西半岛。 二十二个合并的村庄完全或部分在镇内。 亨普斯特德在2010年人口普查中的人口总数为759,757人，是该县人口的大多数，也是纽约城镇中人口最多的。 此外，一个名叫亨普斯特德的村庄在镇内。
如果这个城镇要成为一个城市，这将是纽约市后面纽约州第二大城市。 这将是美国第十八大城市，位于夏洛特之后，并在西雅图之前。
霍夫斯特拉大学校园位于亨普斯特德。